# Inductivisme
Pour l'inférence, voir Induction (logique).
Pour la comparaison entre l'induction et la déduction, voir Déduction et induction.
L'inductivisme est une conception épistémologique normative selon laquelle les connaissances doivent se construire uniquement sur la base d'un grand nombre d'observations et sans idées préconçues du réel.

## Histoire
On en trouve d'abord une version « naïve » classique, qui a eu une grande influence, puis plusieurs versions plus sophistiquées. La première, que l'on peut faire remonter aux fondateurs de l'empirisme (notamment David Hume (1711-1776), qui défend la thèse selon laquelle les théories générales doivent être basées sur des observations empiriques ; celles-ci donnent lieu à des généralisations, que l'on peut considérer comme vraies ou probablement vraies. En effet, faute de pouvoir percevoir directement les liens de causalité entre les objets ou les phénomènes, nous devons les inférer de nos observations répétées. Ainsi, dit Hume,

« on paraîtrait ridicule si l’on disait qu’il est seulement probable que le soleil se lèvera demain ou que tous les hommes doivent mourir, quoiqu’il soit clair que nous n’avons pas d’autre assurance que celle que l’expérience nous offre. »

Cette description du processus de constitution des connaissances semble fonctionner pour le sens commun, ou pour les inférences auxquelles nous nous prêtons dans la vie quotidienne. En science, pour prouver la loi de la gravitation, il faudrait répertorier un grand nombre de cas de chutes de corps, ou de corps s'attirant les uns les autres (pour les corps cosmiques). L'inductivisme classique requiert un grand nombre de données répertoriées : ces données, si elles vont toutes dans le même sens (par exemple en ce qui concerne la chute des corps), permettent de construire une théorie scientifique ou une loi. Cependant, les données qui ne vont pas dans le même sens, les cas contraires, ne feront que diminuer la probabilité que l'énoncé à prouver soit effectivement vrai. Ces cas contraires ne pourront que détruire en partie la croyance ou la certitude, la réduisant à une probabilité. Ils seront difficiles à prendre en compte en tant que validant une théorie mieux que ce qui est habituellement perçu : par exemple, lorsqu'en 1918, un observateur a pu voir que la lumière était « pliée » autour du soleil, en accord avec les prédictions d'Einstein dans sa théorie de la relativité.
Un autre problème est que des conclusions issues d'inférences inductives ne peuvent pas logiquement mener à une certitude. Ce problème avait déjà été remarqué par Hume lui-même dans son Traité de la nature humaine. La citation ci-dessus nous en donne l'exemple : nous savons que le soleil se lèvera demain, parce qu'il en a toujours été ainsi. Mais le fait qu'il en ait toujours été ainsi ne prouve pas, logiquement parlant, qu'il en sera toujours ainsi dans l'avenir. Nous tendons à considérer que l'avenir « fonctionne » de la même façon que le passé, mais cette croyance spontanée de l'esprit ne donne pas lieu à des démonstrations rigoureuses. Accumuler des cas similaires ne prouve pas que des cas contraires ne puissent pas exister.
On pourrait tenter de prouver que l'induction tend à des conclusions valables en tentant de vérifier si l'on se trompe souvent ou non, mais une telle démarche constitue un cercle logique, puisqu'il s'agirait de prouver la valeur de l'induction... en ayant recours à une inférence inductive.
Karl Popper émerge comme un critique majeur de l'inductivisme classique. Il concrétise cette critique à travers un exemple d'inférence inductive fausse : celui des cygnes blancs. Si nous voyons un cygne blanc, puis un deuxième cygne blanc, puis un troisième... et ainsi dix, vingt ou cent cygnes blancs, nous aurons tendance à penser que tous les cygnes sont blancs (généralisation de ce que l'on a constaté dans chaque cas). Pour autant, il existe des cygnes noirs : ceux-ci, fautes d'avoir été observés et pris en compte dans la généralisation, la contredisent.
Popper remplace l'induction par l'infirmation. Son argument le plus simple consiste à dire qu'aucune induction ne peut prouver la validité du principe général ci-dessus, que « tous les cygnes sont blancs ». D'une part, le principe général ne sera jamais prouvé certain par une simple accumulation de cas similaires, d'autre part il suffit que l'on observe un seul contraire (par exemple celui d'un cygne noir) pour infirmer/démentir le principe général. La règle logique utilisée ici est celle du modus tollens et est purement déductive.
Une discussion plus détaillée de l'induction donne lieu à des débats concernant toute la théorie de la probabilité.